# دار الهندسة (بيروت)
دار الهندسة (الشاعر وشركاه) هي شركة هندسية دولية في مجال التصميم وإدارة المشاريع والإشراف والاستشارات وعضو مؤسس لمجموعة دار. تأسست في بيروت عام 1956 على يد كمال الشاعر وثلاث من زملاءه هم: سمير ثابت، خليل معلوف، ونزيه طالب. تهتم المؤسسة بتقديم الأمور الاستشارية في كافة التخصصات الهندسية المعمارية، المدنية والكهربية، التخطيط والبيئة، إدارة المشاريع وحتى الإقتصاد.
قامت الدار بالتعامل مع أكثر من 950 عميل في 63 دولة ويبلغ عدد موظفيها 6900 موظف يعملون في 45 مكتبا في الشرق الأوسط وأفريقيا وآسيا وأوروبا، مع خمسة مراكز تصميم تقع في عمّان، بيروت، القاهرة، لندن وبونه.

## التاريخ
تم تأسيس دار الهندسة في نوفمبر 1956، من قبل أربع أساتذة في كلية الهندسة بالجامعة الأمريكية في بيروت. تم تصنيف الشركة على مدى 20 عاما على التوالي كواحدة من العشر الأوائل من بين شركات الاستشارات الهندسية في العالم وفقا لسجل أخبار الهندسة.
وفقا لإحصائية ENR لعام 2016، تم تصنيف الشركة في المركز السابع عالميا في مجال الاستشارات الهندسية.

### 1958
استلمت دار الهندسة أول عمل كبير لها في عام 1958 حيث نالت عقد إنشاء محطة كهرباء الكويت. لتبدأ بعدها الشركة في الحصول على الكثير من عقود المشاريع الكبيرة في الشرق الأوسط، مجلس التعاون الخليجي وأفريقيا.

### 1970
بحلول عام 1970، تم تغيير اسم دار الهندسة إلى دار الهندسة (شاعر وشركاه). بعد قرار مجلس الإدارة بمنح 60% من أسهم الشركة لكبار الموظفين الذين ميزوا أنفسهم بصفاتهم القيادية ومهاراتهم التقنية.

## عن الشركة

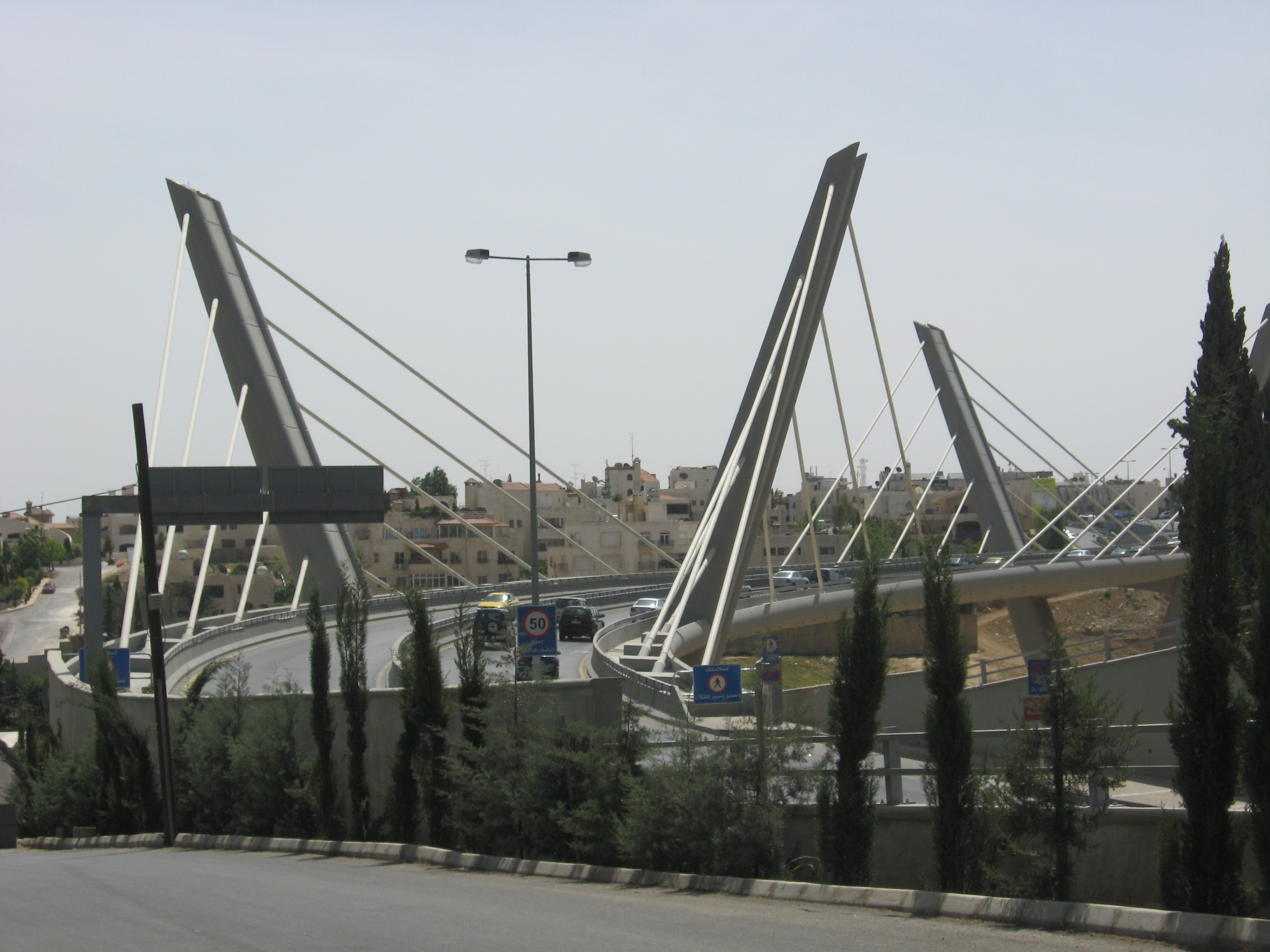
جسر كمال الشاعر في عمّان (يُطلق عليه أيضا اسم جسر عبدون) إحدى المشروعات التي قامت بها الدار.

يقع مقر الشركة الرئيسي في بيروت، لبنان، وتتعامل مع عملاء في معظم أنحاء العالم. للشركة خمس مكاتب رئيسية للتصميم في بيروت (لبنان)، القاهرة (مصر)، عمان (الأردن)، بيون (الهند) ولندن (المملكة المتحدة)، والعديد من المكاتب الفرعية في مختلف أنحاء الشرق الأوسط، أفريقيا، وسط أوروبا الشرقية، رابطة الدول المستقلة وبعض دول أسيا.
تعمل الشركة تحت شعار:
«إن فهمنا للسياقات الاجتماعية والسياسية والاقتصادية هي أهم ما يشكل مساعينا. نحن نعلم جيدا أهمية الإستماع إلى العميل والإهتمام بأصغر التفاصيل التي يطلبونها بأي لغة من لغات العالم».
أثناء احتفال الشركة بمرور 60 عاما على تأسيسها صرح كمال الشاعر مؤسس الدار قائلا:
«لا يوجد شيء صعب لا يمكن تحقيقه عند تواجد قدر كاف من الخيال، الإلتزام والتصميم».
تغطي الشركة العديد من المجالات الهندسية مثل:
- الهندسة المدنية
- الهندسة المعمارية
- الهندسة الميكانيكية
- الهندسة الكهربائية
- هندسة الإتصالات
- خدمات البناء
- التصميم والتخطيط
- الإقتصاد
- هندسة الطاقة
- الموارد والبيئة
- النفط والغاز
- إدارة المشاريع
- المياة والنقل

## الجوائز
في عام 2006، حصلت الشركة على جائزة IStructE Supreme وجائزة أفضل هيكل نقل بعد تصميمها لجسر نهر بيراي، ماليزيا.

## وصلات خارجية
- الموقع الرسمي للشركة
- دار الهندسة تستلم جائزة أفضل هيكل لتصميم جسر نهر بيراي
- http://enr.construction.com/people/topLists/topIntlDesign/topIntlDesign_A-Z.asp
- http://portal.insidar.com/News%20Image/Dar%20Movie%202011/DarMovie2011.html

فيديوهات
- نبذة عن دار الهندسة- على اليوتيوب
- احتفال دار الهندسة بمرور 60 عاما على تأسيسها- على اليوتيوب